# Championnats d'Europe de triathlon 1997
Navigation
Édition précédente Édition suivante
Les championnats d'Europe de triathlon 1997 sont la treizième édition des championnats d'Europe de triathlon, une compétition internationale de triathlon sous l'égide de la fédération européenne de ce sport. L'épreuve est constituée de 1 500 mètres de natation, 40 kilomètres de vélo puis 10 kilomètres de course à pied.
Cette édition se tient dans la ville finlandaise de Vuokatti et elle est remportée par le britannique Spencer Smith chez les hommes et par la suissesse Natascha Badmann chez les femmes.

## Palmarès

### Hommes
| Rang               | Triathlète          | Temps          |
| ------------------ | ------------------- | -------------- |
| Médaille d'or      | Spencer Smith       | 2 h 0 min 11 s |
| Médaille d'argent  | Stephan Vuckovic    | 2 h 0 min 19 s |
| Médaille de bronze | José Miguel Barbany | 2 h 0 min 45 s |
| 4                  | Ralf Eggert         | 2 h 0 min 52 s |
| 5                  | Martin Matula       | 2 h 1 min 3 s  |
| 6                  | Joachim Willén      | 2 h 1 min 16 s |
| 7                  | Jan Řehula          | 2 h 1 min 27 s |
| 8                  | Eneko Llanos        | 2 h 1 min 28 s |
| 9                  | Markus Keller       | 2 h 1 min 47 s |
| 10                 | Xavier Llobet       | 2 h 1 min 58 s |

### Femmes
| Rang               | Triathlète                 | Temps           |
| ------------------ | -------------------------- | --------------- |
| Médaille d'or      | Natascha Badmann           | 2 h 13 min 34 s |
| Médaille d'argent  | Virginia Berasategui       | 2 h 13 min 48 s |
| Médaille de bronze | Suzanne Nielsen            | 2 h 15 min 1 s  |
| 4                  | Magali Messmer             | 2 h 15 min 23 s |
| 5                  | Mieke Suys                 | 2 h 15 min 56 s |
| 6                  | Erika Molnár               | 2 h 16 min 34 s |
| 7                  | Isabelle Mouthon-Michellys | 2 h 17 min 4 s  |
| 8                  | Maribel Blanco             | 2 h 17 min 42 s |
| 9                  | Jasmine Hämmerle           | 2 h 17 min 55 s |
| 10                 | Nina Anisimova             | 2 h 18 min 50 s |